# Ganaspis
Genre
Ganaspis est un genre de guêpes parasitoïdes de la famille des Figitidae.

## Liste des espèces
Selon BioLib (14 avril 2021) :
- Ganaspis assimilis Belizin, 1966
- Ganaspis dubia Masner, 1958
- Ganaspis hofferi Masner, 1958
- Ganaspis mundata Förster, 1869
- Ganaspis seticornis (Hellén, 1960)

Selon NCBI (14 avril 2021) :
- Ganaspis brasiliensis (Ihering, 1905)
- Ganaspis neotropica
- Ganaspis xanthopoda